# 広瀬勝比古

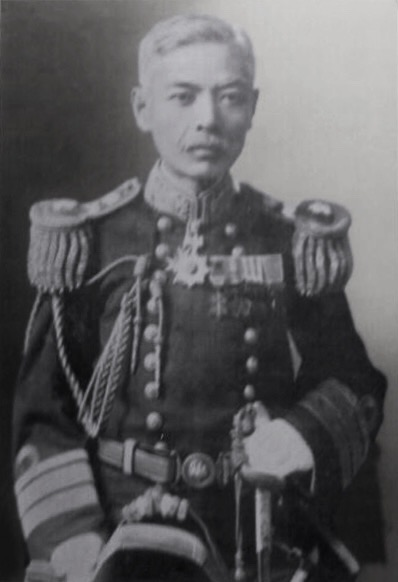
広瀬勝比古

広瀬 勝比古（ひろせ かつひこ、1862年9月20日（文久2年8月27日） - 1920年（大正9年）10月20日）は、日本の海軍軍人。最終階級は海軍少将。

## 履歴
岡藩士・裁判所長、広瀬重武の長男として豊後国（現在の大分県）で生まれる。1883年（明治16年）10月、海軍兵学校（10期）を卒業し海軍少尉補となる。1886年（明治19年）4月、海軍少尉任官。
1889年（明治22年）8月、海軍大尉に昇進し「日進」分隊長に就任。以後、「愛宕」「日進」の各航海長、「龍驤」分隊長、佐世保鎮守府長官伝令使、海軍大臣伝令使、海相秘書官（西郷従道大臣）などを歴任。1893年（明治26年）6月、「浪速」砲術長に転じ日清戦争に出征。｢高陞号事件｣にも関わった。
1895年（明治28年）9月、軍令部第2局員兼副官となり、次いで、イギリス出張（「高砂」回航）となる。1897年（明治30年）12月、海軍少佐に昇進し「高砂」砲術長に就任。呉鎮守府参謀を経て、1898年（明治31年）10月、海軍中佐に進級。同年12月、軍令部第1局員兼西郷従道元帥副官に就任し、以後、「笠置」「磐手」「三笠」の各副長、呉造兵廠検査科長を歴任。
1903年（明治36年）12月、「大島」艦長となり日露戦争に出征。旅順攻略作戦に参加。1904年（明治37年）5月18日、「大島」は旅順沖で哨戒活動中、濃霧の中で砲艦「赤城」に衝突され沈没した。同月、「鳥海」艦長に移る。1905年（明治38年）1月、「秋津洲」艦長に就任し、同月、海軍大佐に昇進。日本海海戦に参戦した。同年6月、「浪速」艦長に異動。
1905年8月に横須賀鎮守府付となり、1906年（明治39年）3月に休職した。同年9月から海軍大学校で選科学生として学んだ。1907年（明治40年）10月、「富士」艦長に就任。「筑波」艦長を経て、1910年（明治43年）12月に待命。1911年（明治44年）4月、海軍少将に進級し、同年12月、予備役編入。1918年8月27日、後備役となる。
墓所は青山霊園にあるが、弟の広瀬武夫のものと同じ場所に並んでいる。

## 栄典
位階
- 1886年（明治19年）7月8日 - 正八位[2]
- 1891年（明治24年）12月16日 - 従七位[3]
- 1897年（明治30年）3月1日 - 従六位[4]
- 1898年（明治31年）10月31日 - 正六位[5]
- 1903年（明治36年）12月25日 - 従五位[6]
- 1909年（明治42年）7月20日 - 正五位[7]
- 1911年（明治44年）12月20日 - 従四位[8]

勲章等
- 1895年（明治28年）
  - 5月15日 - 勲六等瑞宝章[9]
  - 11月18日 - 単光旭日章・功五級金鵄勲章[10]・明治二十七八年従軍記章[11]
- 1901年（明治34年）12月28日 - 勲四等瑞宝章[12]
- 1902年（明治35年）5月10日 - 明治三十三年従軍記章[13]
- 1906年（明治39年）4月1日 - 功四級金鵄勲章・旭日中綬章・明治三十七八年従軍記章[14]
- 1915年（大正4年）11月10日 - 大礼記念章（大正）[15]

外国勲章佩用允許
- 1910年（明治43年）4月14日 - 大韓帝国：韓国皇帝陛下南西巡幸記念章[16]

## 親族
- 弟 広瀬武夫（海軍中佐）
- 養嗣子 広瀬末人（海軍中将）

## 参考資料
- 秦郁彦編『日本陸海軍総合事典』第2版、東京大学出版会、2005年。
- 外山操編『陸海軍将官人事総覧 海軍篇』芙蓉書房出版、1981年。
- 福川秀樹『日本海軍将官辞典』芙蓉書房出版、2000年。